# Sports aériens aux Jeux mondiaux de 2017
Navigation
Cali 2013 Birmingham 2021
Les épreuves de sports aériens des Jeux mondiaux de 2017 ont lieu du 21 juillet au 23 juillet 2017 à Wrocław.

## Organisation
Les épreuves de sports aériens sont organisée sur trois jours selon le planning suivant
| Épreuve                            | Date                               | Heure                              |
| Parachutisme - Pilotage de voilure | Parachutisme - Pilotage de voilure | Parachutisme - Pilotage de voilure |
| ---------------------------------- | ---------------------------------- | ---------------------------------- |
| Épreuve 1                          | 21 juillet                         | 11h00                              |
| Épreuve 2                          | 21 juillet                         | 12h30                              |
| Épreuve 3                          | 21 juillet                         | 16h00                              |
| Épreuve 4                          | 21 juillet                         | 17h00                              |
| Épreuve 5                          | 22 juillet                         | 8h00                               |
| Épreuve 6                          | 22 juillet                         | 9h30                               |
| Épreuve 7                          | 22 juillet                         | 10h15                              |
| Épreuve 8                          | 22 juillet                         | 14h15                              |
| Épreuve 9                          | 23 juillet                         | 9h00                               |
| Épreuve 10                         | 23 juillet                         | 10h00                              |
| Épreuve 11                         | 23 juillet                         | 11h00                              |
| Épreuve 12                         | 23 juillet                         | 12h00                              |
| Paramoteur - Slalom                |                                    |                                    |
| Épreuve 1                          | 21 juillet                         | 10h00                              |
| Épreuve 2                          | 21 juillet                         | 10h20                              |
| Épreuve 3                          | 21 juillet                         | 18h00                              |
| Épreuve 4                          | 21 juillet                         | 18h30                              |
| Épreuve 5                          | 22 juillet                         | 11h00                              |
| Épreuve 6                          | 22 juillet                         | 11h20                              |
| Épreuve 7                          | 22 juillet                         | 16h00                              |
| Épreuve 8                          | 23 juillet                         | 7h45                               |
| Épreuve 9                          | 23 juillet                         | 8h30                               |
| Vol à voile - Voltige              |                                    |                                    |
| Round 1                            | 21 juillet                         | 8h00                               |
| Round 2                            | 21 juillet                         | 14h00                              |
| Round 3                            | 22 juillet                         | 12h30                              |
| Round 4                            | 22 juillet                         | 17h00                              |

## Résultats détaillés

### Parachutisme - Pilotage de voilure
| Pl | Pays                | Nom                  | Épreuves (points) | Épreuves (points) | Épreuves (points) | Épreuves (points) | Épreuves (points) | Épreuves (points) | Épreuves (points) | Épreuves (points) | Épreuves (points) | Épreuves (points) | Épreuves (points) | Épreuves (points) | Tot |
| Pl | Pays                | Nom                  | 1                 | 2                 | 3                 | 4                 | 5                 | 6                 | 7                 | 8                 | 9                 | 10                | 11                | 12                | Tot |
| -- | ------------------- | -------------------- | ----------------- | ----------------- | ----------------- | ----------------- | ----------------- | ----------------- | ----------------- | ----------------- | ----------------- | ----------------- | ----------------- | ----------------- | --- |
| 1  | États-Unis          | Nicolas Batsch       | 4                 | 32                | 7                 | 6                 | 9                 | 1                 | 1                 | 4                 | 2                 | 1                 | 2                 | 12                | 54  |
| 2  | États-Unis          | Curtis Bartholomew   | 7                 | 34                | 9                 | 4                 | 4                 | 12                | 21                | 2                 | 1                 | 2                 | 1                 | 5                 | 71  |
| 3  | Émirats arabes unis | Cornelia Mihai       | 12                | 31                | 11                | 5                 | 4                 | 1                 | 10                | 3                 | 24                | 3                 | 9                 | 2                 | 90  |
| 4  | Émirats arabes unis | Addulbari Quabaisi   | 13                | 23                | 23                | 3                 | 4                 | 9                 | 24                | 17                | 5                 | 4                 | 3                 | 7                 | 98  |
| 5  | États-Unis          | Greg Windmiller      | 5                 | 29                | 4                 | 10                | 20                | 13                | 3                 | 9                 | 3                 | 8                 | 4                 | 13                | 100 |
| 6  | États-Unis          | Paul Rodriguez       | 3                 | 14                | 2                 | 2                 | 34                | 1                 | 21                | 1                 | 6                 | 5                 | 19                | 3                 | 104 |
| 7  | France              | Eric Philippe        | 18                | 7                 | 20                | 34                | 2                 | 1                 | 24                | 7                 | 17                | 7                 | 6                 | 6                 | 156 |
| 8  | Australie           | Andrew Woolf         | 1                 | 14                | 6                 | 12                | 12                | 9                 | 14                | 11                | 33                | 13                | 20                | 4                 | 157 |
| 9  | France              | Cedric Veiga Rios    | 2                 | 19                | 35                | 1                 | 2                 | 13                | 35                | 5                 | 16                | 35                | 36                | 1                 | 165 |
| 10 | Australie           | Keven Walters        | 8                 | 35                | 17                | 28                | 10                | 13                | 17                | 12                | 30                | 33                | 7                 | 11                | 180 |
| 11 | Australie           | Robert McMillan      | 11                | 6                 | 19                | 30                | 4                 | 13                | 35                | 22                | 4                 | 30                | 29                | 18                | 185 |
| 12 | États-Unis          | Jeannie Bartholomew  | 20                | 16                | 14                | 15                | 25                | 21                | 4                 | 25                | 14                | 12                | 5                 | 20                | 196 |
| 13 | Russie              | Sergey Romanyuk      | 6                 | 33                | 1                 | 17                | 18                | 30                | 24                | 20                | 9                 | 25                | 10                | 26                | 199 |
| 14 | Allemagne           | Tobias Koch          | 23                | 27                | 30                | 11                | 16                | 13                | 34                | 30                | 12                | 22                | 16                | 9                 | 202 |
| 15 | États-Unis          | Matt Schull          | 14                | 22                | 4                 | 34                | 16                | 13                | 19                | 28                | 31                | 18                | 14                | 8                 | 203 |
| 16 | États-Unis          | Albert Berchtold     | 10                | 25                | 35                | 32                | 12                | 13                | 12                | 19                | 23                | 16                | 25                | 10                | 219 |
| 17 | Italie              | Armando Fattoruso    | 17                | 11                | 3                 | 13                | 19                | 27                | 20                | 6                 | 28                | 20                | 34                | 15                | 227 |
| 18 | Nouvelle-Zélande    | Chris Stewart        | 9                 | 11                | 16                | 21                | 4                 | 28                | 21                | 26                | 8                 | 32                | 35                | 16                | 227 |
| 19 | Canada              | Sven Jseppi          | 31                | 24                | 13                | 9                 | 10                | 29                | 32                | 10                | 25                | 23                | 11                | 23                | 228 |
| 20 | Danemark            | Christian Weber      | 31                | 30                | 21                | 20                | 1                 | 1                 | 4                 | 24                | 13                | 19                | 15                | 35                | 229 |
| 21 | Allemagne           | Markus Scheuermann   | 16                | 17                | 12                | 18                | 23                | 26                | 17                | 15                | 21                | 9                 | 33                | 27                | 234 |
| 22 | Italie              | Mario Fattoruso      | 22                | 4                 | 15                | 23                | 30                | 8                 | 12                | 34                | 19                | 10                | 30                | 28                | 240 |
| 23 | Brésil              | Paulo Marques        | 15                | 5                 | 28                | 24                | 21                | 33                | 4                 | 18                | 11                | 6                 | 22                | 14                | 246 |
| 24 | Norvège             | Barton Adrian Hardie | 19                | 1                 | 22                | 14                | 26                | 1                 | 30                | 34                | 34                | 26                | 21                | 17                | 259 |
| 25 | Norvège             | Daniel Eriksen       | 21                | 1                 | 27                | 34                | 12                | 9                 | 15                | 32                | 18                | 15                | 17                | 29                | 259 |
| 26 | États-Unis          | Ian Bobo             | 30                | 1                 | 18                | 8                 | 21                | 25                | 28                | 8                 | 21                | 11                | 26                | 35                | 265 |
| 27 | Tchéquie            | Jiri Blaska          | 28                | 10                | 29                | 19                | 12                | 1                 | 27                | 21                | 25                | 29                | 27                | 21                | 266 |
| 28 | Russie              | Yuri Garmashov       | 31                | 26                | 8                 | 7                 | 35                | 21                | 10                | 14                | 20                | 14                | 28                | 33                | 275 |
| 29 | Tchéquie            | Mark rabhani         | 26                | 28                | 31                | 33                | 31                | 13                | 1                 | 33                | 10                | 34                | 8                 | 25                | 287 |
| 30 | Afrique du Sud      | Matteo Pagani        | 24                | 9                 | 34                | 16                | 33                | 36                | 33                | 13                | 15                | 17                | 12                | 34                | 295 |
| 31 | Ukraine             | Andrii Stalnyi       | 31                | 18                | 10                | 27                | 27                | 21                | 4                 | 27                | 29                | 28                | 24                | 30                | 300 |
| 32 | Pologne             | Maciej Machowicz     | 25                | 21                | 26                | 26                | 23                | 34                | 4                 | 34                | 32                | 21                | 23                | 22                | 302 |
| 33 | Royaume-Uni         | Maxine Tate          | 31                | 20                | 25                | 25                | 29                | 24                | 15                | 31                | 7                 | 24                | 31                | 24                | 304 |
| 34 | Suède               | Stefan Burstroem     | 27                | 13                | 32                | 22                | 28                | 31                | 29                | 29                | 27                | 36                | 17                | 32                | 334 |
| 35 | Autriche            | Paul Alexandrow      | 31                | 8                 | 24                | 29                | 32                | 35                | 31                | 23                | 36                | 31                | 12                | 31                | 344 |
| 36 | Pologne             | Maciej Michalak      | 29                | 36                | 33                | 31                | 35                | 32                | 4                 | 16                | 35                | 27                | 32                | 19                | 355 |

### Paramoteur - Slalom
| Place | Pays      | Nom                         | Épreuves (points) | Épreuves (points) | Épreuves (points) | Épreuves (points) | Épreuves (points) | Épreuves (points) | Épreuves (points) | Épreuves (points) | Épreuves (points) | Total (points) |
| Place | Pays      | Nom                         | 1re               | 2e                | 3e                | 4e                | 5e                | 6e                | 7e                | 8e                | 9e                | Total (points) |
| ----- | --------- | --------------------------- | ----------------- | ----------------- | ----------------- | ----------------- | ----------------- | ----------------- | ----------------- | ----------------- | ----------------- | -------------- |
| 1     | Pologne   | Wojciech Bógdał             | 4                 | 3                 | 3                 | 5                 | 1                 | 1                 | 7                 | 1                 | 5                 | 30             |
| 2     | Thaïlande | Kittiphob Phrommat          | 2                 | 2                 | 8                 | 4                 | 4                 | 11                | 2                 | 3                 | 2                 | 38             |
| 3     | Pologne   | Marcin Bernat               | 3                 | 1                 | 2                 | 2                 | 8                 | 9                 | 8                 | 2                 | 6                 | 41             |
| 4     | France    | Alexandre Mateos            | 1                 | 4                 | 1                 | 1                 | 13                | 1                 | 13                | 8                 | 3                 | 45             |
| 5     | Espagne   | Vicente Palmero             | 9                 | 8                 | 6                 | 3                 | 6                 | 1                 | 1                 | 4                 | 9                 | 47             |
| 6     | Tchéquie  | Milan Klement               | 8                 | 6                 | 9                 | 11                | 5                 | 1                 | 4                 | 9                 | 10                | 63             |
| 7     | Espagne   | Víctor Rodríguez Santamarta | 7                 | 9                 | 7                 | 8                 | 10                | 3                 | 12                | 4                 | 4                 | 65             |
| 8     | Thaïlande | Chayaphong Pothipuk         | 5                 | 7                 | 10                | 9                 | 7                 | 11                | 10                | 7                 | 7                 | 73             |
| 9     | France    | Nicolas Aubert              | 12                | 10                | 4                 | 6                 | 13                | 11                | 13                | 6                 | 1                 | 76             |
| 10    | France    | Jérémy Penone               | 6                 | 5                 | 5                 | 7                 | 13                | 11                | 13                | 10                | 8                 | 78             |
| 11    | Thaïlande | Pongkom Thanasakunkornsaeng | 11                | 16                | 13                | 10                | 12                | 1                 | 3                 | 11                | 12                | 89             |
| 12    | Thaïlande | Janejira Chui-Noei          | 15                | 14                | 16                | 16                | 2                 | 1                 | 6                 | 14                | 13                | 97             |
| 13    | Tchéquie  | Jiri Koudela                | 10                | 11                | 11                | 13                | 11                | 11                | 11                | 13                | 11                | 102            |
| 14    | Espagne   | Ramon Morillas              | 13                | 15                | 12                | 12                | 9                 | 11                | 9                 | 12                | 15                | 108            |
| 15    | Tchéquie  | Petr Matousek               | 16                | 12                | 15                | 15                | 3                 | 11                | 5                 | 16                | 16                | 109            |
| 16    | France    | Marie Mateos                | 14                | 13                | 14                | 14                | 13                | 11                | 13                | 15                | 14                | 121            |
| 17    | Pologne   | Pawel Kozarzewski           | 17                | 17                | 17                | 17                | 13                | 11                | 13                | 17                | 17                | 138            |

### Vol à voile - Voltige
| Place | Pays       | Nom                 | Épreuves (points) | Épreuves (points) | Épreuves (points) | Épreuves (points) | Total (points) |
| Place | Pays       | Nom                 | 1re               | 2e                | 3e                | 4e                | Total (points) |
| ----- | ---------- | ------------------- | ----------------- | ----------------- | ----------------- | ----------------- | -------------- |
| 1     | Hongrie    | Ferenc Tóth         | 2288,30           | 1880,00           | 1906,10           | 3404,00           | 9478,40        |
| 2     | Italie     | Luca Bertossio      | 2209,70           | 1652,60           | 1843,40           | 3272,00           | 8977,70        |
| 3     | Allemagne  | Eugen Schaal        | 2331,10           | 1841,30           | 1535,40           | 3200,00           | 8907,80        |
| 4     | Russie     | Georgij Kaminski    | 2329,10           | 1602,90           | 1667,10           | 3244,00           | 8843,10        |
| 5     | Hongrie    | János Szilágyi      | 2138,60           | 1812,00           | 1559,00           | 3200,00           | 8706,80        |
| 6     | États-Unis | Eric Lentz-Gauthier | 2202,20           | 1780,70           | 1521,20           | 3144,00           | 8642,60        |
| 7     | Russie     | Vladimir Ilinskiy   | 2204,70           | 1612,10           | 1705,73           | 3172,00           | 8443,90        |
| 8     | Autriche   | Siegfried Mayr      | 1928,50           | 1623,30           | 1619,50           | 3264,00           | 8429,50        |
| 9     | Pologne    | Jerzy Makula        | 2043,90           | 1814,30           | 1227,70           | 3300,00           | 8129,30        |
| 10    | France     | Daniel Serres       | 2273,40           | 1572,00           | 1362,80           | 3144,00           | 7850,00        |
| 11    | Allemagne  | Eberhard Holl       | 2179,30           | 1540,60           | 876,30            | 3120,00           | 7463,40        |

## Podiums
| Épreuves                         | Or                           | Argent                        | Bronze                             |
| -------------------------------- | ---------------------------- | ----------------------------- | ---------------------------------- |
| Parachutisme Pilotage de voilure | États-Unis Nicolas Batsch    | États-Unis Curtis Bartholomew | Émirats arabes unis Cornelia Mihai |
| Paramoteur Slalom                | Pologne Wojciech Bógdał (pl) | Thaïlande Kittiphob Phrommat  | Pologne Marcin Bernat              |
| Vol à voile Voltige              | Hongrie Ferenc Tóth (en)     | Italie Luca Bertossio (en)    | Allemagne Eugen Schaal             |

## Tableau des médailles
- Pays organisateur

| Rang  | Nation              | Or | Argent | Bronze | Total |
| ----- | ------------------- | -- | ------ | ------ | ----- |
| 1     | États-Unis          | 1  | 1      | 0      | 2     |
| 2     | Pologne             | 1  | 0      | 1      | 2     |
| 3     | Hongrie             | 1  | 0      | 0      | 1     |
| 4     | Italie              | 0  | 1      | 0      | 1     |
| 4     | Thaïlande           | 0  | 1      | 0      | 1     |
| 6     | Allemagne           | 0  | 0      | 1      | 1     |
| 6     | Émirats arabes unis | 0  | 0      | 1      | 1     |
| Total | Total               | 3  | 3      | 3      | 9     |